# Demarziella sylvestris
Demarziella sylvestris är en skalbaggsart som beskrevs av Matthews 1976. Demarziella sylvestris ingår i släktet Demarziella och familjen bladhorningar. Inga underarter finns listade i Catalogue of Life.